# Modèle de Drude
Pour les articles homonymes, voir Drude.
Le modèle de Drude (du nom du physicien Paul Drude), parfois appelé modèle de l'électron amorti, est une adaptation effectuée en 1900 de la théorie cinétique des gaz aux électrons des métaux (découverts 3 ans plus tôt, en 1897 par J.J. Thomson). En considérant les électrons d'un métal comme des particules classiques ponctuelles confinées à l'intérieur du volume défini par l'ensemble des atomes de l'échantillon, on obtient un gaz qui est entraîné dans un mouvement d'ensemble (lequel se superpose aux mouvements individuels des particules) par des champs électriques et magnétiques et freiné dans ce mouvement par des collisions. Les collisions envisagées par Drude sont les collisions sur les cœurs d'atomes. Bien que se basant sur des hypothèses démenties depuis (description purement classique du mouvement des électrons), il permet de rendre compte de plusieurs propriétés des métaux comme la conductivité électrique, la conductivité thermique et l'effet Hall.

## Approche électrocinétique

### Énoncé du modèle
Supposons que la conduction électrique soit le fait uniquement d'électrons. Ce sont des porteurs de charge q = -e et de masse me :
- q = -e ≃ 1,602 × 10−19 C (voir Charge élémentaire) ;
- me ≃ 9,109 × 10−31 kg.

Alors, d'un point de vue dynamique, l'électron obéit à la loi suivante :
{\displaystyle m_{\mathrm {e} }{\frac {\mathrm {d} {\vec {v}}}{\mathrm {d} t}}={\vec {\mathrm {F} }}_{\mathrm {v} }-\Gamma {\vec {v}}}
où
- v est la vitesse de l'électron, exprimée en mètre par seconde (m s−1) ;
- Fv est la force de Lorentz exprimée en newtons (N),
{\displaystyle {\vec {\mathrm {F} }}_{\mathrm {v} }=q({\vec {\mathrm {E} }}+{\vec {v}}\wedge {\vec {\mathrm {B} }})}
 E étant le champ électrique et B le champ magnétique ;
- Γ est un coefficient de frottement empirique exprimé en kilogrammes par seconde (kg s−1).

C'est une équation différentielle linéaire d'ordre un.
Notons que ceci reste vrai pour d'autres types de porteurs de charge, comme les trous d'électrons dans un cristal ou bien les ions dans une solution saline.

### Constante de temps et vitesse limite
Supposons que l'électron ait une vitesse initiale v0, et que le champ électrique soit uniforme et constant, E0. Alors, la résolution de l'équation différentielle ci-dessus mène à :
{\displaystyle {\vec {v}}(t)={\vec {v}}_{0}\cdot e^{-{\frac {t}{\tau }}}+\left(1-e^{-{\frac {t}{\tau }}}\right)\cdot {\frac {q}{\Gamma }}{\vec {\mathrm {E} }}_{0}}
où
- {\displaystyle \tau ={\frac {m_{\mathrm {e} }}{\Gamma }}} est la constante de temps, caractéristique d'amortissement du système ;
- {\displaystyle {\vec {v}}_{\mathrm {l} }={\frac {q}{\Gamma }}{\vec {\mathrm {E} }}_{0}} est la vitesse limite vers laquelle tend l'électron.

### Conductivité électronique
On peut relier le coefficient de frottement à la densité volumique d'électrons Ne et à la conductivité électronique σ0 :
{\displaystyle \Gamma ={\frac {\mathrm {N_{e}} e^{2}}{\sigma _{0}}}}
On peut de même déduire la constante de temps :
{\displaystyle \tau ={\frac {\sigma _{0}m_{\mathrm {e} }}{\mathrm {N_{e}} e^{2}}}}

#### Ordre de grandeur
Pour le cuivre pur (σ0 = 5,98 × 107 S m−1), on suppose que l'on a un électron de conduction par atome, soit avec la masse volumique ρm = 8,96 × 103 kg m−3, la masse molaire M = 63,5 g mol-1 et le nombre d'Avogadro NA = 6,02 × 1023 mol−1, on a :
Ne = ρmNA/M = 8,49 × 1028 m−3
et donc
τ ≃ 2,499 9 × 10−14 s

### Cas d'un champ électrique sinusoïdal
Si les vitesses sont lentes devant la vitesse de la lumière (cas non-relativiste), alors l'effet du champ magnétique est négligeable devant celui du champ électrique. On a donc :
{\displaystyle {\vec {\mathrm {F} }}_{\mathrm {v} }\simeq q{\vec {\mathrm {E} }}}
et l'équation dynamique devient :
{\displaystyle m_{\mathrm {e} }{\frac {\mathrm {d} {\vec {v}}}{\mathrm {d} t}}+\Gamma {\vec {v}}=q{\vec {\mathrm {E} }}}.
Si le champ électrique est sinusoïdal
{\displaystyle {\vec {\mathrm {E} }}(t)=\sin(\omega t){\vec {\mathrm {E} }}_{0}}
alors la solution de l'équation différentielle est, en écriture complexe :
{\displaystyle {\vec {\underline {v}}}(t)={\frac {q}{\Gamma +i\omega m_{\mathrm {e} }}}{\vec {\mathrm {E} }}(t)}.
On a alors une conductivité électrique complexe dépendant de la pulsation (donc de la fréquence) :
{\displaystyle {\underline {\sigma }}(\omega )=\sigma _{0}{\frac {1}{1+i\omega \tau }}}

## Hypothèses préliminaires
Le modèle repose sur les hypothèses suivantes :
- Le système est assimilé à un ensemble de n électrons de charge -e par unité de volume, placés dans un milieu de particules ponctuelles de masse m sans interaction entre elles.
- On peut décrire classiquement les électrons.
- Les électrons subissent des collisions. La probabilité de subir une collision entre t et t + dt est donnée par {\displaystyle {\frac {\mathrm {d} t}{\tau }}}, où τ est le temps moyen entre deux collisions consécutives, appelé également le temps de relaxation.

Les collisions auxquelles sont soumis les électrons étaient aux yeux de Drude les collisions avec les noyaux atomiques du réseau cristallin. En réalité, il s'agit de ce que l'on appelle des collisions entre électrons et phonons.
La présence des collisions a pour conséquence une force de frottement visqueux de la forme {\displaystyle -{\frac {\mathbf {p} }{\tau }}} où p est la quantité de mouvement de l'électron.
On a alors, en appliquant la loi d'Ohm
{\displaystyle \mathbf {j} =\sigma \mathbf {E} },
l'expression de la conductivité :
{\displaystyle \sigma ={\frac {ne^{2}\tau }{m}}}.

## Conductivité du courant continu
On considère que les électrons sont accélérés uniformément par le champ électrique E durant un intervalle de temps entre deux collisions. À la fin de ce laps de temps, à la suite de la collision, ils sont statistiquement relaxés dans leur état cinétique initial.
À tout instant, chaque ie électron a donc une vitesse vi qui s'écrit
{\displaystyle v_{i}=v_{0i}+\left({{-e\mathrm {E} t_{i}} \over m_{\mathrm {e} }}\right)}
où v0i> est la vitesse initiale de l'électron i à l'issue du dernier choc et ti la durée écoulée depuis celui-ci. La vitesse moyenne (au sens de la moyenne d'ensemble) qui décrit les électrons est :
{\displaystyle \langle v\rangle _{\mathrm {stat} }=\langle v_{i}\rangle _{\mathrm {stat} }=\langle v_{0i}\rangle _{\mathrm {stat} }+\left\langle {{-e\mathrm {E} t_{i}} \over m_{\mathrm {e} }}\right\rangle _{\mathrm {stat} }}
Comme {\displaystyle \langle v_{0i}\rangle _{\mathrm {stat} }=0} (hypothèse de chocs parfaitement aléatoires avec vitesses finales résultantes réparties autour d'une moyenne nulle) et {\displaystyle \langle t_{i}\rangle _{\mathrm {stat} }=\tau } (hypothèse ergodique) on obtient la formule
{\displaystyle \langle v\rangle _{\mathrm {stat} }=\langle v_{i}\rangle _{\mathrm {stat} }={{-e\mathrm {E} \tau } \over m_{\mathrm {e} }}}.
On en déduit l'expression de la densité de courant électrique de conduction
{\displaystyle j=(-ne)\langle v\rangle _{\mathrm {stat} }={{ne^{2}\mathrm {E} \tau } \over m_{\mathrm {e} }}}
et celle de la conductivité
{\displaystyle \sigma _{0}={{ne^{2}\tau } \over m_{\mathrm {e} }}}.
On peut faire apparaître la fréquence plasma {\displaystyle \omega _{\mathrm {p} }} en écrivant :
{\displaystyle \sigma _{0}=(\tau \cdot \varepsilon _{0})\omega _{\mathrm {p} }^{2}}

## Conductivité en courant alternatif

### Relations entre la constante diélectrique et la conductivité
Pour calculer la conductivité dans un champ électromagnétique, nous partons des équations de Maxwell, nommément
| Loi                                  | Expression mathématique                                                                              |
| ------------------------------------ | --- |
| « Loi de Coulomb »                   | {\displaystyle \nabla \cdot \mathrm {D} =\rho }                                                      |
| « Loi d'Ampère »                     | {\displaystyle \nabla \wedge \mathrm {H} -{{\partial \mathrm {D} } \over {\partial t}}=\mathrm {J} } |
| « Loi de Faraday »                   | {\displaystyle \nabla \wedge \mathrm {E} +{{\partial \mathrm {B} } \over {\partial t}}=0}            |
| « Absence de monopôles magnétiques » | {\displaystyle \nabla \cdot \mathrm {B} =0}                                                          |

De ces équations nous tirons la relation entre la conductivité σ et la constante diélectrique ε :
{\displaystyle \varepsilon \cdot \left({\frac {\omega ^{2}}{c^{2}}}\right)-k^{2}=i\omega \mu _{0}\sigma }

### Calcul de la conductivité
Si nous décrivons le gaz d'électrons par sa matrice densité ρ(P, Q), celle-ci vérifie l'équation d'évolution :
{\displaystyle {d_{t}\rho (\mathrm {P} ,\mathrm {Q} )\mathrm {P} }=\{\mathrm {H} ,\rho \mathrm {P} \}_{\mathrm {Q} ,\mathrm {P} }+\Sigma _{+}-\Sigma _{-}}
où {\displaystyle \{\}_{\mathrm {P} ,\mathrm {Q} }} représente le crochet de Poisson et {\displaystyle \Sigma _{+},\Sigma _{-}~} les termes de source et de destruction. Posons maintenant que l'hamiltonien H = H0 + H1 et que ρ = ρ0 + ρ1, où H1 et ρ1 représentent des termes perturbatifs. L'équation initiale se réécrit alors sous la forme :
{\displaystyle {d_{t}\rho (\mathrm {P} ,\mathrm {Q} )\mathrm {P} _{\alpha }}=\{\mathrm {H} _{0},\rho _{1}\mathrm {P} \}_{\mathrm {Q} ,\mathrm {P} }+\{\mathrm {H} _{1},\rho _{0}\mathrm {P} _{\alpha }\}_{\mathrm {Q} ,\mathrm {P} }-{{\rho _{1}\mathrm {P} _{\alpha }} \over \tau }~}
En remarquant l'indépendance de ρ0Pβ de ρ1Pβ et de H0 par rapport à Qα (homogénéité de la distribution des charges et invariance spatiale du hamiltonien non perturbé), il vient que la solution au premier ordre de la distribution perturbée s'écrit :
{\displaystyle \left(-i\omega +{\frac {1}{\tau }}\right)\rho _{1}\mathrm {P} _{\alpha }=(ik_{\beta }x_{\alpha }+\delta _{\alpha \beta })e\mathrm {E} _{\alpha }\left({\frac {\partial \rho _{0}}{\partial \mathrm {P} _{\beta }}}\right)}
En posant l'approximation des grandes longueurs d'onde (et donc k petit), on trouve la forme de la conductivité :
{\displaystyle \sigma ={\frac {\varepsilon _{0}\tau \omega _{\mathrm {p} }^{2}}{-i\omega \tau +1}}}

## Conductivité thermique d'un métal
Il convient de doubler l'équation de transport du courant (c’est-à-dire de transport des particules) par une équation de transport de la chaleur :
{\displaystyle j_{\mathrm {q} }=-\kappa \nabla \mathrm {T} }
on obtient alors que le rapport {\displaystyle {\kappa  \over {\sigma }}} des conductivités thermique et électrique est directement proportionnel à la température, le coefficient de proportionnalité étant désigné par le nombre de Lorenz :
{\displaystyle \mathrm {L} ={\frac {\kappa }{\sigma \mathrm {T} }}={\frac {3}{2}}\left({\frac {k_{\mathrm {b} }}{e}}\right)^{2}}
Cette loi de proportionnalité est connue sous le nom de loi de Wiedemann et Franz.
Le résultat numérique indiqué ci-dessus vaut à peu près la moitié des valeurs obtenues expérimentalement. L'utilisation de la théorie du transport et du modèle quantique permet d'accéder à une valeur plus proche de la réalité pour le rapport {\displaystyle {\kappa  \over {\sigma \mathrm {T} }}} (c'est-à-dire le nombre de Lorenz), la valeur obtenue étant alors : 
{\displaystyle \mathrm {L} ={\frac {\kappa }{\sigma \mathrm {T} }}={\frac {\pi ^{2}}{3}}\left({\frac {k_{\mathrm {b} }}{e}}\right)^{2}}